# Краснополь (Підляське воєводство)
Краснополь (пол. Krasnopol) — село в Польщі, у гміні Краснополь Сейненського повіту Підляського воєводства.
Населення — 1245 осіб (2011).
У 1975-1998 роках село належало до Сувальського воєводства.

## Демографія
Демографічна структура станом на 31 березня 2011 року:
|          | Загалом | Допрацездатний вік | Працездатний вік | Постпрацездатний вік |
| -------- | ------- | ------------------ | ---------------- | -------------------- |
| Чоловіки | 619     | 147                | 405              | 67                   |
| Жінки    | 626     | 123                | 344              | 159                  |
| Разом    | 1245    | 270                | 749              | 226                  |